# كورت أندرسن
كورت أندرسن (بالإنجليزية: Kurt Andersen)‏ (22 أغسطس 1954، أوماها في الولايات المتحدة)؛ مقدم برامج إذاعية، صحفي وروائي أمريكي. درس في جامعة هارفارد.